# Infinity-bassäng
En infinity-bassäng, eller oändlighetsbassäng,  är en reflekterande sjö eller en simbassäng där vattnet flödar över en eller flera kanter, vilket skapar en visuell effekt där vattnet inte verkar ha några gränser. Sådana pooler designas oftast så att kanten ser ut att gå samman med en större vattenkälla som havet, eller med himlen. De finns ofta vid exotiska resorter och exklusiva bostäder, i reklam och andra luxuösa platser.

## Historik
Konceptet för infinity-bassängen sägs ha sitt ursprung från Frankrike, vid Slottet i Versailles under det tidiga 1400-talet. Där utformades "Hjortfontänen"[källa behövs] som en infinity-bassäng.

## Design
Infinity-bassänger är väldigt dyra och kräver omfattande strukturell, mekanisk och arkitektonisk planering. Eftersom de ofta byggs på osäkra platser är en sund byggnadskonstruktion av stor vikt[förklaring behövs]. Den höga kostnaden för infinity-bassänger beror framför allt på fundament som förankrar poolen på sluttningar.
Den "oändliga" kanten av bassängen slutar vid ett överfallsvärn som är 1,6 till 6,4 millimeter lägre än den nödvändiga vattennivån för bassängen. En dagvattenbrunn konstrueras under överfallsvärnet. Vattnet hamnar i dagvattenbrunnen och pumpas sedan tillbaka till bassängen.